# Chief Procurement Officer
Chief Procurement Officer, gelegentlich auch Chief Purchase Officer (abgekürzt CPO, deutsch Einkaufsleiter) ist eine Funktionsbezeichnung aus dem angelsächsischen Raum. 
Der CPO ist für die Beschaffung innerhalb eines Unternehmens verantwortlich. In deutschen Gesellschaften entspricht die Funktion ungefähr dem Leiter Einkauf in einer GmbH oder dem Leiter Beschaffung/Einkauf in einer AG, wo dieser Manager in 70 % aller großen deutschen Unternehmen (2005) direkt an den Vorstand berichtet. Das Beschaffungsmanagement besitzt eine dominierende Bedeutung im Kostenmanagement. In Unternehmen, in denen die Rohstoffbeschaffung oder der Einkauf eine strategische Rolle spielt, ist ein CPO oft selbst Vorstandsmitglied, zum Beispiel der Vorstand Einkauf in Handelskonzernen wie der Otto Group. Der Funktion des Chief Procurement Officers kommt in Unternehmen große Bedeutung zu, da bis zu mehr als 70 % der Gesamtausgaben eines Unternehmens durch den Einkauf verantwortet werden. Damit beeinflusst diese Position nicht nur ganz wesentlich die Kosten, sondern auch die Liquiditätsbindung eines Unternehmens.